# Spettro (Ghost)
Lo Spettro (Ghost) è un personaggio dei fumetti della Marvel Comics dove viene spesso presentato come avversario di Iron Man.
L'attrice Hannah John-Kamen ha interpretato la sua versione femminile nel film Ant-Man and the Wasp uscito nel 2018, entrando a far parte del Marvel Cinematic Universe.

## Storia editoriale
Creato da David Michelinie e Bob Layton, il personaggio fece il suo debutto in The Invicible Iron Man (Vol. 1) n. 219 (Giugno 1987). In Italia "Iron Man n. 5"  (Storia di spettri!) - Play Press,  Giugno 1989. 
Originariamente avversario di Iron Man, Spettro si è trasformato in antieroe dopo essere divenuto membro dei Thunderbolts durante gli avvenimenti di "Dark Reign" ed "Età degli eroi".

## Biografia
Ben poco si sa in merito all'identità di Spettro sebbene lui sostenga di essere stato un ricercatore nel comparto IT, e di essere diventato ciò che è a causa dell'avidità dell'azienda.  Lo Spettro è un sabotatore anticapitalista che cerca di distruggere le istituzioni politiche ed economiche che considera opprimenti, interessate a coloro che si occupano di tecnologia avanzata e sorveglianza. Esso ha fatto parte di diverse corporazioni e organizzazioni, tra cui anche i Thunderbolts sotto la leadership di Norman Osborn con lo scopo di eliminare i gruppi rivali che li ostacolavano. Nonostante ciò, esso progetta e agisce sui propri obbiettivi in modo totalmente autonomo.

## Poteri e abilità
Il Fantasma indossa una tuta protettiva dal design ispirato al nome che esso detiene. Grazie alla propria tecnologia stealth, gli consente di rendere invisibile e intangibile se stesso e gli oggetti che tocca, ma non entrambi allo stesso tempo. I gadget incorporati nella sua tuta, gli permettono di hackerare e riprogrammare tutti i tipi di sistemi elettronici nelle sue vicinanze e di intercettare, manomettere o silenziare i segnali elettromagnetici. Questa tecnologia combinata al suo superbo intelletto lo rendono un super-hacker.
Oltre a questo, ha inventato un arsenale di armi ad alta tecnologia, inclusi dispositivi incendiari, granate automatiche di autodifesa e bombe che si attivano in base al suono. Evita spesso gli scontri diretti, preferendo tattiche di sotterfugi e agguati. Inoltre possiede una incredibile abilità tattica, è un inventore e un hacker brillante.

## Altri media

### Marvel Cinematic Universe
Una versione femminile di Ghost appare all'interno del Marvel Cinematic Universe, interpretata da Hannah John-Kamen e doppiata da Gaia Bolognesi.
- Ghost appare per la prima volta come antagonista principale nel film Ant-Man and the Wasp (2018). Nel lungometraggio cinematografico l'alter ego del personaggio è Ava Starr e la sua nascita avviene quando suo padre, Elihas Starr, uccise se stesso e sua moglie durante un esperimento, causando anche lo squilibrio molecolare che dona i poteri alla ragazza. Viene addestrata dallo S.H.I.E.L.D. per diventare un loro soldato. Anni dopo Ava viene adottata dal dottor Bill Foster, che cerca di aiutarla. Ghost viene anche definita come la seconda donna degli antagonisti principali nella serie di film Marvel Cinematic Universe, dopo Hela (in Thor: Ragnarok).
- In Thunderbolts* (2025), Ghost ritorna ed entra a far parte dei New Avengers.
- Una variante alternativa di Ghost è apparsa anche nella quinta serie animata dell'MCU Marvel Zombies (2025).
- Ghost riapparirà nuovamente nel film Avengers: Doomsday (2026).

### Televisione
Ghost è apparso come guest-star nelle serie animate Iron Man, Iron Man: Armored Adventures, Avengers Assemble e Spider-Man.